# Жваб
Жваб (словен. Žvab) — поселення в общині Ормож, Подравський регіон‎, Словенія.